# الهيئة الوطنية للمحامين بتونس
الهيئة الوطنية للمحامين بتونس هي جمعية تونسية تضم المحامين التونسيين.

شعار الهيئة الوطنية للمحامين بتونس

## عمداء الهيئة

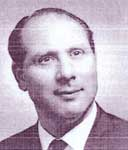
فتحي زهير

هذه قائمة بعمداء الهيئة  
- 1958-1961: الشاذلي الخلادي
- 1961-1963: عبد الرحمن عبد النبي
- 1963-1965: البحري قيقة
- 1965-1967: محمد شقرون
- 1967-1969: توفيق بن الشيخ
- 1969-1971: عز الدين الشريف
- 1971-1973: توفيق بن الشيخ
- 1973-1975: محمد بللونة
- 1975-1977: فتحي زهير
- 1979-1983: الأزهر القروي الشابي
- 1983-1992: منصور الشفي

- 1992-1998: عبد الوهاب الباهي
- 1998-2001: عبد الجليل بوراوي
- 2001-2004: البشير الصيد
- 2004-2007: عبد الستار بن موسى
- 2007-2010: البشير الصيد
- 2010- 2012: عبد الرزاق الكيلاني
- 2012- 2013: شوقي طبيب
- 2013- 2016: محمد الفاضل محفوظ
- 2016 -2019: عامر المحرزي
- 2019 -2022: إبراهيم بودربالة
- 2022 - : حاتم المزيو

## وصلة خارجية
- موقع الهيئة